# Virginia Davis
Pour les articles homonymes, voir Davis.
Virginia Davis est une actrice et scénariste américaine, née le 31 décembre 1918 à Kansas City (Missouri) et morte le 15 août 2009 à Corona (Californie).

## Filmographie

### comme actrice
- 1923 : Alice's Wonderland : Alice
- 1924 : Alice's Wild West Show : Alice
- 1924 : Alice's Day at the Sea : Alice
- 1924 : Alice's Spooky Adventure : Alice
- 1924 : Alice's Fishy Story : Alice
- 1924 : Alice and the Dog Catcher : Alice
- 1924 : Alice the Peacemaker : Alice
- 1924 : Alice Gets in Dutch : Alice
- 1924 : Alice Hunting in Africa : Alice
- 1924 : Alice and the Three Bears : Alice
- 1924 : Alice the Piper : Alice
- 1925 : Alice Cans the Cannibals : Alice
- 1925 : Alice the Toreador : Alice
- 1925 : Alice Gets Stung : Alice
- 1925 : The Man from Red Gulch (en) : Cissy
- 1925 : Alice in the Jungle : Alice
- 1931 : Scène de la rue (Street Scene), de King Vidor : Mary Hildebrand
- 1932 : Une allumette pour trois (Three on a Match) de  Mervyn LeRoy : Mary Keaton as a Child
- 1934 : Rythmes d'amour (Murder at the Vanities) : Bit Role
- 1936 : College Holiday de Frank Tuttle : Dancer
- 1941 : Week-end à la Havane (Week-End in Havana)
- 1942 : Filles des îles (Song of the Islands)
- 1942 : Swing au cœur (Footlight Serenade) : Chorus Girl
- 1946 : Les Demoiselles Harvey (The Harvey Girls) : Harvey Girl

### comme scénariste
- 2000 : Alice in Cartoonland (vidéo)